# Tyska bokpriset
Tyska bokpriset (tyska: Deutscher Buchpreis) är ett tyskt litteraturpris instiftat 2005 av Börsenverein des Deutschen Buchhandels, som delas ut årligen inför Bokmässan i Frankfurt för årets bästa tyskspråkiga roman. Pristagaren får 25 000 euro och de fem övriga finalisterna får vardera 2500 euro.

## Pristagare och nominerade

### 2005
- Pristagare:
  - Es geht uns gut av Arno Geiger
- Finalister:

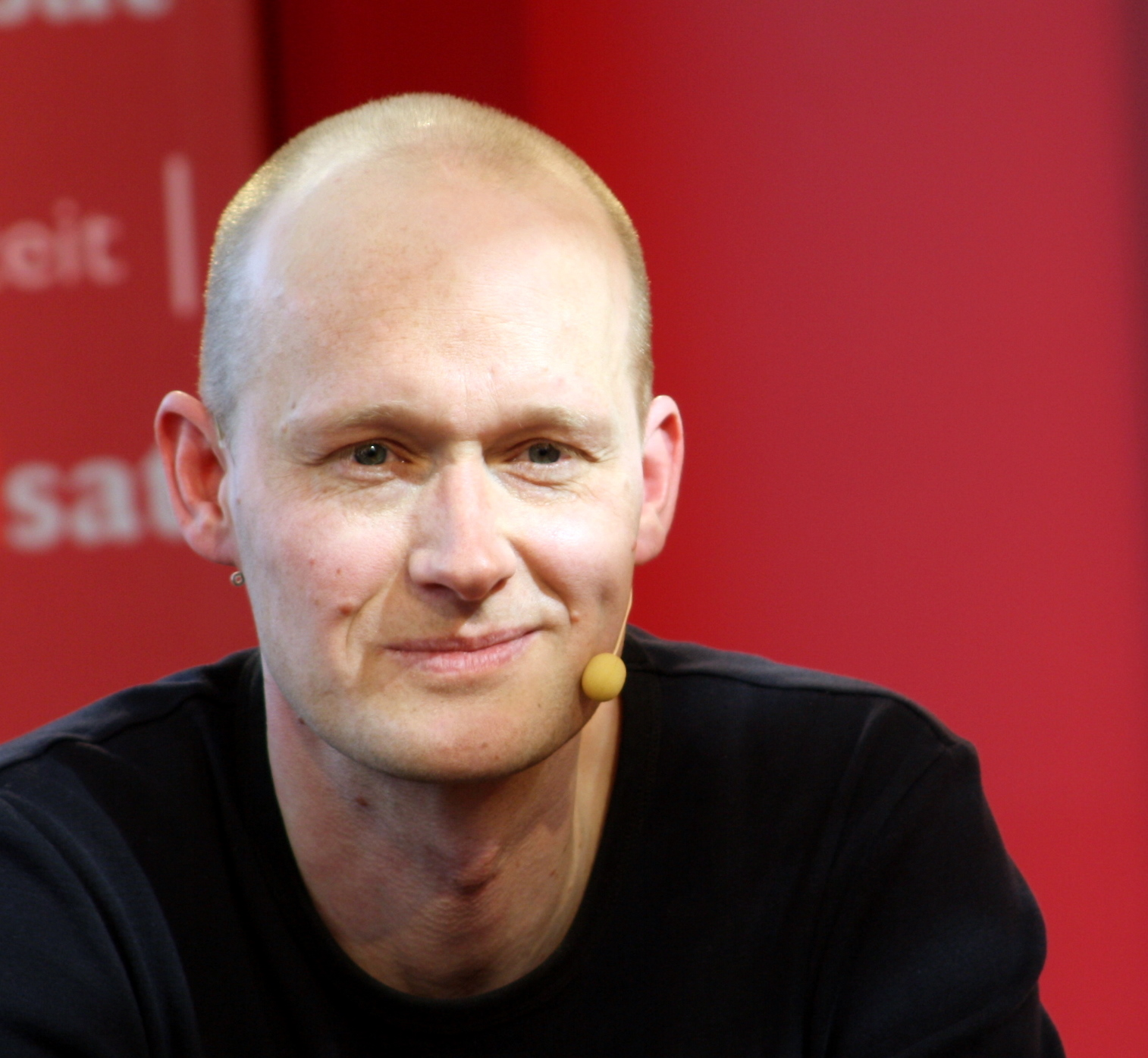
Arno Geiger

  - Världens mått (Die Vermessung der Welt) av Daniel Kehlmann
  - 42 av Thomas Lehr
  - Dunkle Gesellschaft av Gert Loschütz
  - So sind wir av Gila Lustiger
  - Och jag ruskade en älskling (Und ich schüttelte einen Liebling) av Friederike Mayröcker

- Övriga långlistade:
  - Das Geschäftsjahr 1968/69 av Bernd Cailloux
  - Spiele av Ulrike Draesner
  - Das Fest der Steine av Franzobel
  - Die Liebesblödigkeit av Wilhelm Genazino
  - Gezeichnet: Franz Klett av Egon Gramer
  - Vanitas oder Hofstätters Begierden av Evelyn Grill
  - Die schwangere Madonna av Peter Henisch
  - Steilküste av Jochen Missfeldt
  - Die geheimen Stunden der Nacht av Hanns-Josef Ortheil
  - Die Haushälterin av Jens Petersen
  - Herr der Hörner av Matthias Politycki
  - Schwarzweißroman av Marion Poschmann
  - Menschenflug av Hans-Ulrich Treichel
  - Berliner Verhältnisse av Raul Zelik

- Jury 2005
  - Verena Auffermann, författarinna och kritiker
  - Klaus Bittner, bokhandlare i Köln
  - Volker Hage, kulturredaktör på Der Spiegel
  - Wolfgang Herles, författare och kulturredaktör på aspekte
  - Bodo Kirchhoff, författare
  - Armin Thurnher, förläggare i Wien
  - Juli Zeh, författarinna

### 2006
- Pristagare:

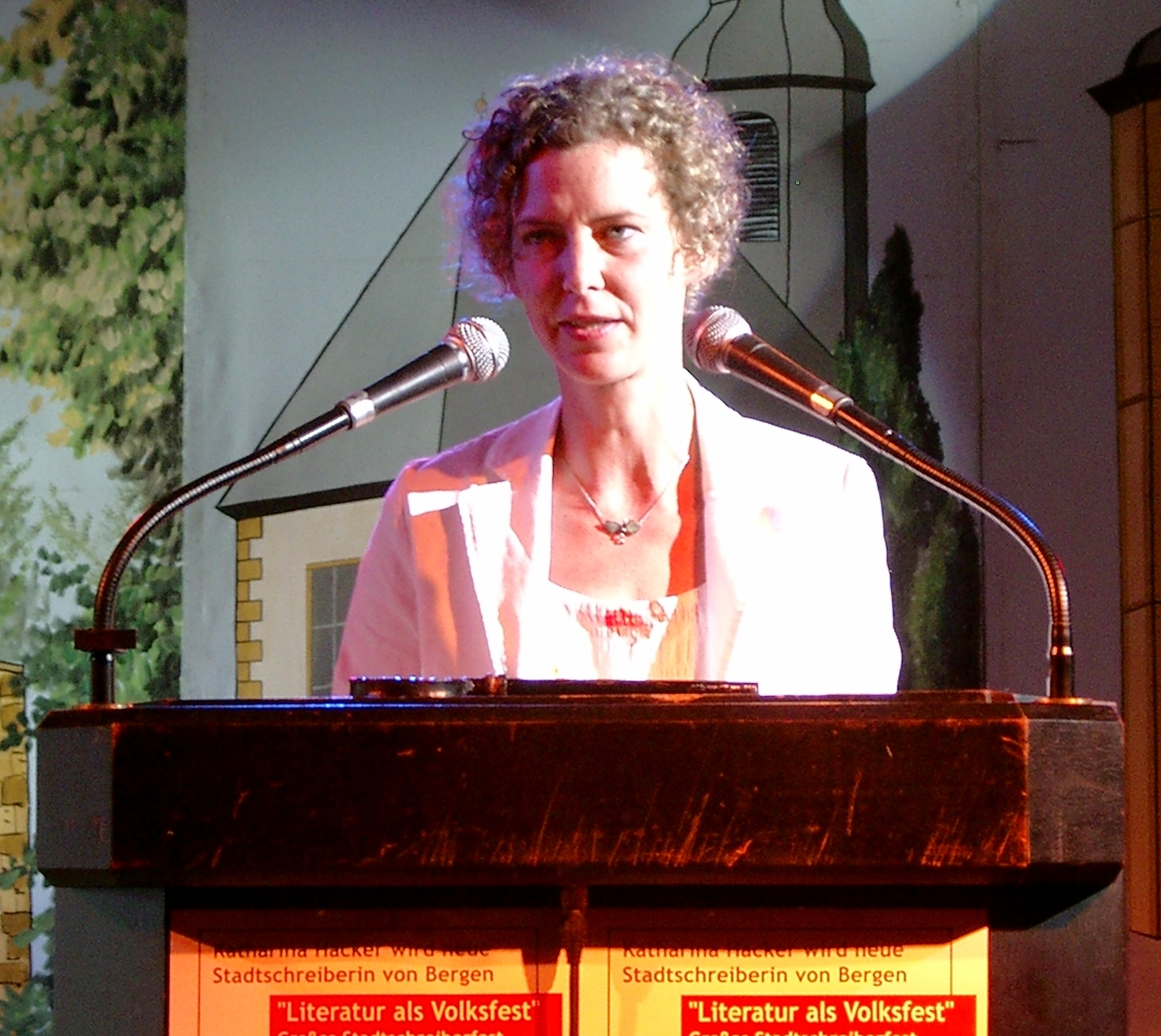
Katharina Hacker

  - Die Habenichtse av Katharina Hacker
- Finalister:
  - Woraus wir gemacht sind av Thomas Hettche
  - Neue Leben av Ingo Schulze
  - Farfar upp i graven (Wie der Soldat das Grammofon repariert) av Saša Stanišić
  - Der Weltensammler av Ilija Trojanow
  - Angstblüte av Martin Walser

- Övriga långlistade:
  - Reise zum Mittelpunkt des Herzens av Ludwig Fels
  - Gut gegen Nordwind av Daniel Glattauer
  - Das Wetter vor 15 Jahren av Wolf Haas
  - Die Süße des Lebens av Paulus Hochgatterer
  - Johanna av Felicitas Hoppe
  - Vierzig Rosen av Thomas Hürlimann
  - Die Gehilfin av Martin Kluger
  - Kaiserstraße av Judith Kuckart
  - Consummatus av Sibylle Lewitscharoff
  - Ohrenberg oder der Weg dorthin av Steffen Popp
  - Hau av Bernd Schroeder
  - An einem Tag wie diesem av Peter Stamm
  - Ein dickes Fell av Heinrich Steinfest
  - Leyla av Feridun Zaimoglu
  - Maurice mit Huhn av Matthias Zschokke

- Jury 2006
  - John von Düffel, författare och dramaturg
  - Volker Hage, kulturredaktör på Der Spiegel
  - Elmar Krekeler, litteraturredaktör på Die literarische Welt
  - Terézia Mora, författarinna och översättare
  - Pia Reinacher, litteraturdocent vid universiteten i Basel, Freiburg och Zürich
  - Stephan Samtleben, bokhandlare i Hamburg
  - Denis Scheck, litteraturkritiker för Druckfrisch

### 2007
- Pristagare:

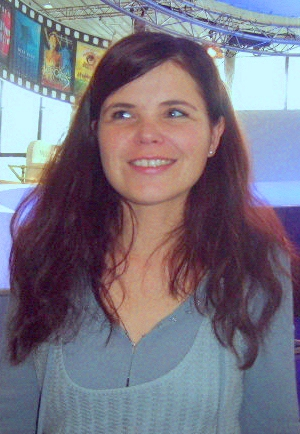
Julia Franck

  - Hjärtats blinda fläckar (Die Mittagsfrau) av Julia Franck
- Finalister:
  - Das bin doch ich av Thomas Glavinic
  - Abendland av Michael Köhlmeier
  - Böse Schafe av Katja Lange-Müller
  - Der Mond und das Mädchen av Martin Mosebach
  - Wallner beginnt zu fliegen av Thomas von Steinaecker

- Övriga långlistade:
  - Eine kurze Geschichte vom Glück av Thommie Bayer
  - Lichte Stoffe av Larissa Boehning
  - Hochzeit in Jerusalem av Lena Gorelik
  - Über Nacht av Sabine Gruber
  - Eine sehr kleine Frau av Peter Henisch
  - Pazifik Exil av Michael Lentz
  - Heimweg av Harald Martenstein
  - Laura oder die Tücken der Kunst av Pierangelo Maset
  - Don Juan de la Mancha av Robert Menasse
  - Roula Rouge av Mathias Nolte
  - abwesend av Gregor Sander
  - Komm, gehen wir av Arnold Stadler
  - Die Träumer av Peter Truschner
  - Beste Jahre av John von Düffel

- Jury 2007
  - Christian Döring, lektör och kritiker
  - Karl-Markus Gauß, författare och redaktör
  - Felicitas von Lovenberg, kulturredaktör på Frankfurter Allgemeine Zeitung
  - Ijoma Mangold, litteraturredaktör på Süddeutsche Zeitung
  - Rudolf Müller, bokhandlare i Düsseldorf
  - Mathias Schreiber, kulturredaktör på Der Spiegel
  - Hajo Steinert, litteraturredaktör på Deutschlandfunk

### 2008
- Pristagare:

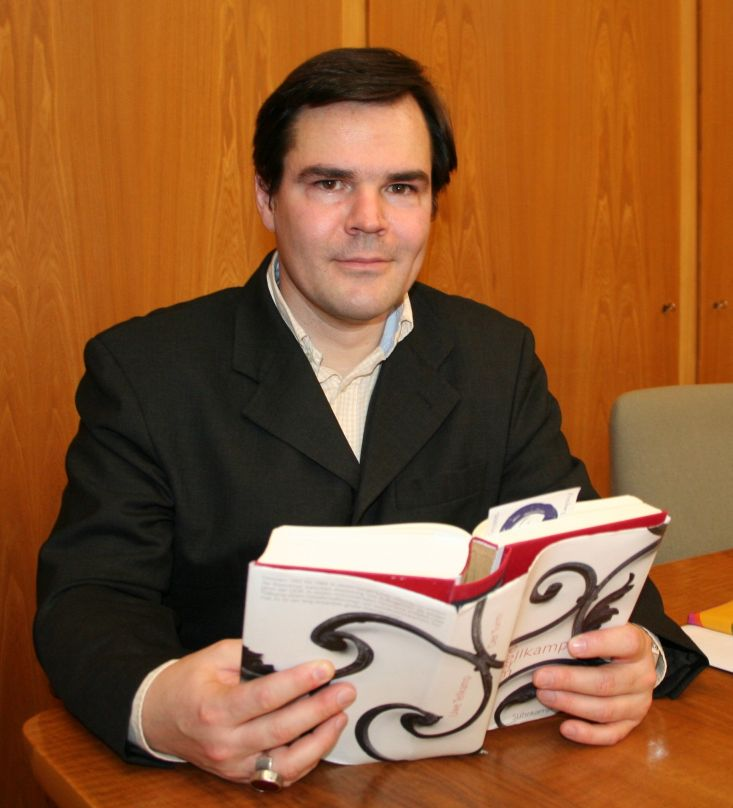
Uwe Tellkamp

  - Tornet (Der Turm) av Uwe Tellkamp
- Finalister:
  - Die Abschaffung der Arten av Dietmar Dath
  - Das dunkle Schiff av Sherko Fatah
  - Treffen sich zwei av Iris Hanika
  - Nach Hause schwimmen av Rolf Lappert
  - Adam & Evelyn (Adam und Evelyn) av Ingo Schulze

- Övriga långlistade:
  - Hundra dagar (Hundert Tage) av Lukas Bärfuss
  - Kaltenburg av Marcel Beyer
  - Taxi av Karen Duve
  - Kollateralschaden av Olga Flor
  - Die Winter im Süden av Norbert Gstrein
  - Die morawische Nacht av Peter Handke (Handke valde att avstå från sin nominering, vilket beviljades)[1]
  - Der Vogel, der spazieren ging av Martin Kluger
  - Die Verdächtige av Judith Kuckart
  - Willkommen neue Träume av Norbert Niemann
  - Ob wir wollen oder nicht av Karl-Heinz Ott
  - Ludwigshöhe  av Hans Pleschinski
  - Halbschatten av Uwe Timm
  - En älskande man (Ein liebender Mann) av Martin Walser
  - Liebesbrand av Feridun Zaimoglu

- Jury 2008
  - Christoph Bartmann, litteraturkritiker och kultur- och informationschef vid Goethe-Institutet i München
  - Martin Ebel, litteraturredaktör på Tages-Anzeiger
  - Meike Feßmann, frilansande litteraturkritiker
  - Jens Jessen, kulturchef på Die Zeit
  - Manfred Keiper, bokhandlare i Rostock
  - Rainer Moritz, chef för Literaturhaus Hamburg
  - Michael Schmitt, litteraturkritiker

### 2009
- Pristagare:

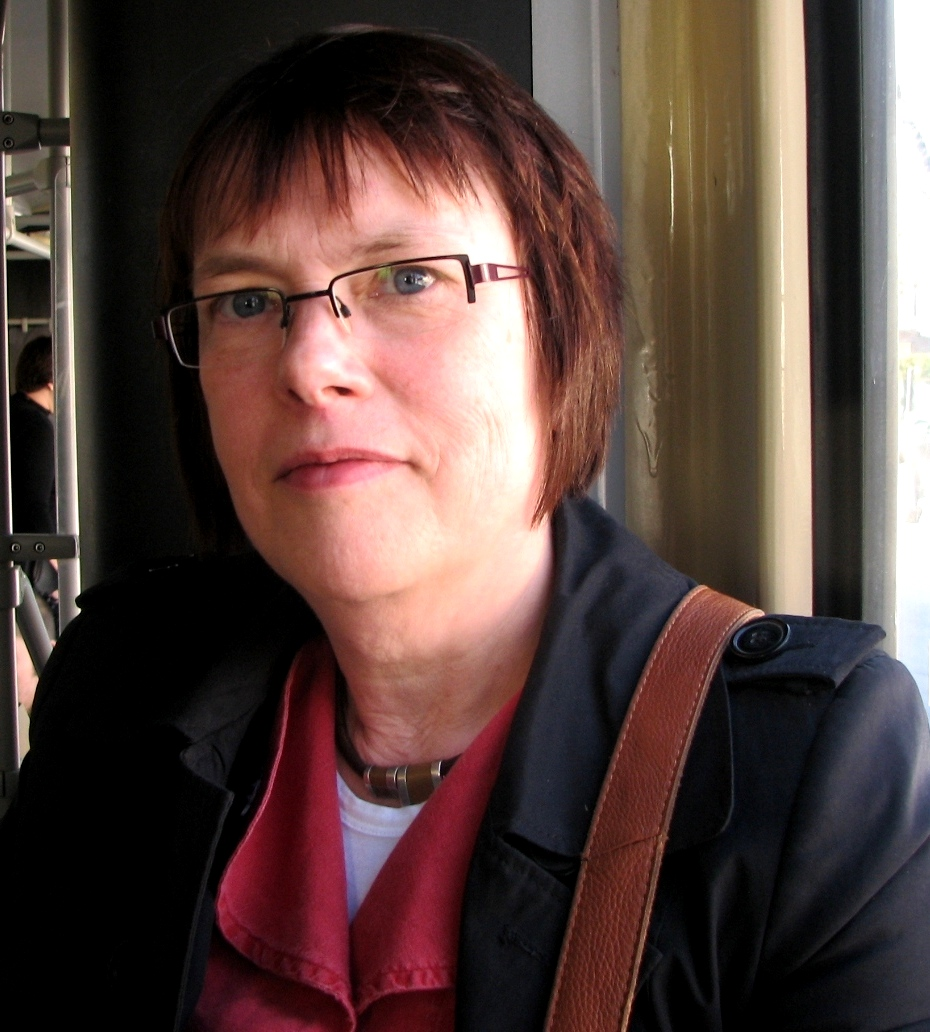
Kathrin Schmidt

  - Du stirbst nicht av Kathrin Schmidt
- Finalister:
  - Lichtjahre entfernt av Rainer Merkel
  - Andningsgunga (Atemschaukel) av Herta Müller
  - Überm Rauschen av Norbert Scheuer
  - Die Frequenzen av Clemens J. Setz
  - Grenzgang av Stephan Thome

- Övriga långlistade:
  - Der Mann schläft av Sibylle Berg
  - Wie wir verschwinden av Mirko Bonné
  - Das Leben der Wünsche av Thomas Glavinic
  - Der Brenner und der liebe Gott av Wolf Haas
  - Welt aus Glas av Ernst-Wilhelm Händler
  - Kürzere Tage av Anna Katharina Hahn
  - Die Stille av Reinhard Jirgl
  - Zwei schwarze Jäger av Brigitte Kronauer
  - Der einzige Mann auf dem Kontinent av Terézia Mora
  - Flughafenfische av Angelika Overath
  - Sieben Jahre av Peter Stamm
  - Was kommt av Thomas Stangl
  - Vier Äpfel av David Wagner
  - Einer von vielen av Norbert Zähringer

- Jury 2009
  - Richard Kämmerlings, litteraturredaktör på Frankfurter Allgemeine Zeitung
  - Michael Lemling, bokhandlare i München
  - Martin Lüdke, litteraturkritiker
  - Lothar Müller, kulturredaktör på Süddeutsche Zeitung
  - Iris Radisch, litteraturredaktör på Die Zeit
  - Daniela Strigl, litteraturvetare vid Wiens universitet
  - Hubert Winkels, litteraturredaktör på Deutschlandfunk och juryns talesman

### 2010
- Pristagare:

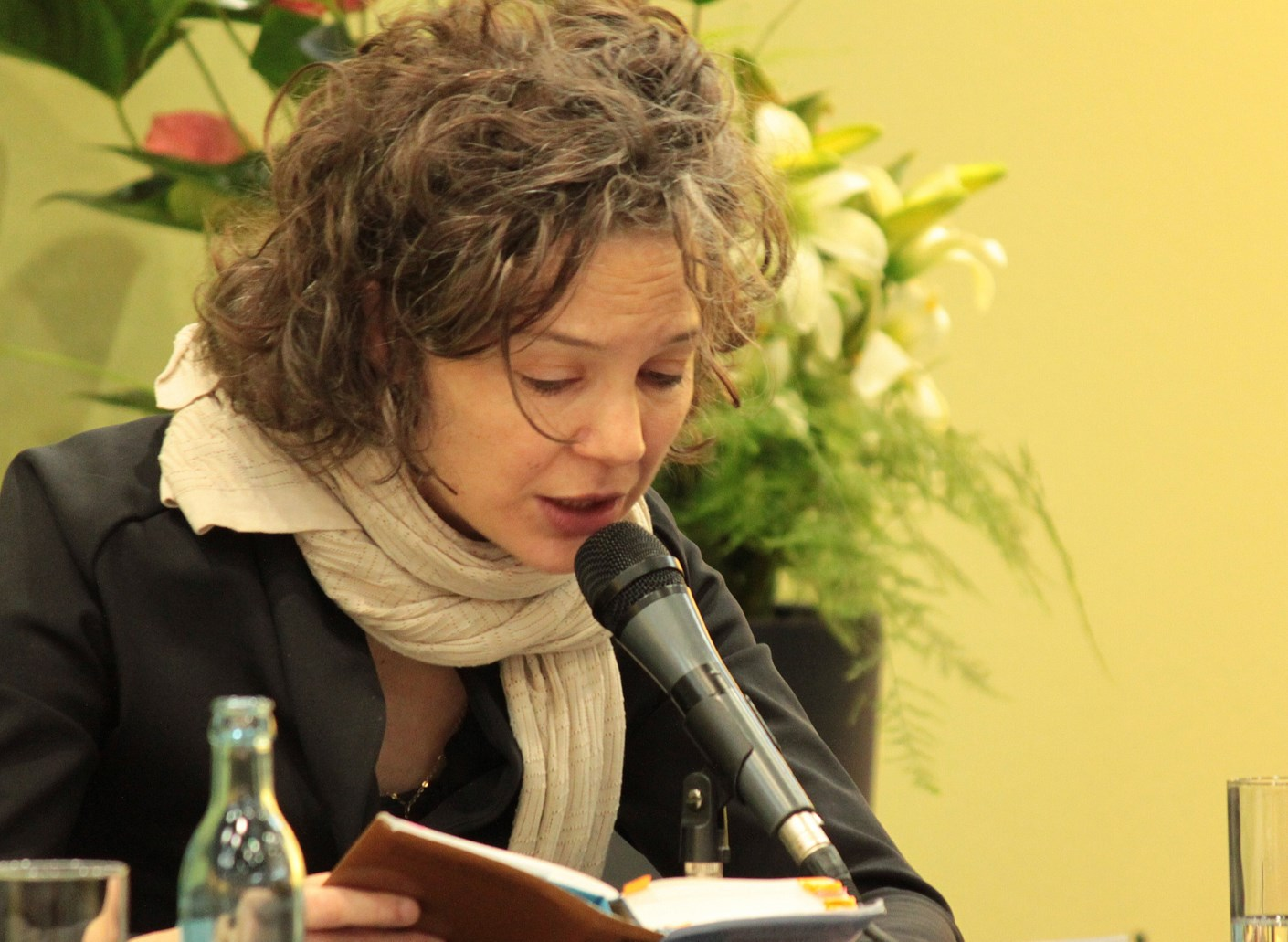
Melinda Nadj Abonji

  - När duvor flyger (Tauben fliegen auf) av Melinda Nadj Abonji
- Finalister:
  - Georgs Sorgen um die Vergangenheit oder im Reich des heiligen Hodensack-Bimbams von Prag av Jan Faktor
  - September. Fata Morgana av Thomas Lehr
  - Andernorts av Doron Rabinovici
  - Rabenliebe av Peter Wawerzinek
  - Dinge, die wir heute sagten av Judith Zander

- Övriga långlistade:
  - Die schärfsten Gerichte der tatarischen Küche av Alina Bronsky
  - Juja av Nino Haratischwili
  - Die Liebe der Väter av Thomas Hettche
  - Das amerikanische Hospital av Michael Kleeberg
  - Madalyn av Michael Köhlmeier
  - Die Herrenausstatterin av Mariana Leky
  - Meeresstille av Nicol Ljubic
  - Das war ich nicht av Kristof Magnusson
  - Das Zimmer av Andreas Maier
  - Sogar Papageien überleben uns av Olga Martynova
  - Was davor geschah av Martin Mosebach
  - Kokoschkins Reise av Hans Joachim Schädlich
  - Wir vier av Andreas Schäfer
  - Der Ministerpräsident av Joachim Zelter

- Jury 2010:
  - Jobst-Ulrich Brand, litteraturredaktör på Focus
  - Julia Encke, litteraturkritiker på Frankfurter Allgemeine Zeitung) och juryns talesman
  - Thomas Geiger, Literarisches Colloquium Berlin
  - Ulrich Greiner, litteraturredaktör på Die Zeit
  - Burkhard Müller, litteraturkritiker på Süddeutsche Zeitung
  - Ulrike Sander, bokhandlare i Tübingen
  - Cornelia Zetzsche, litteraturredaktör på Bayerischer Rundfunk

### 2011
- Pristagare

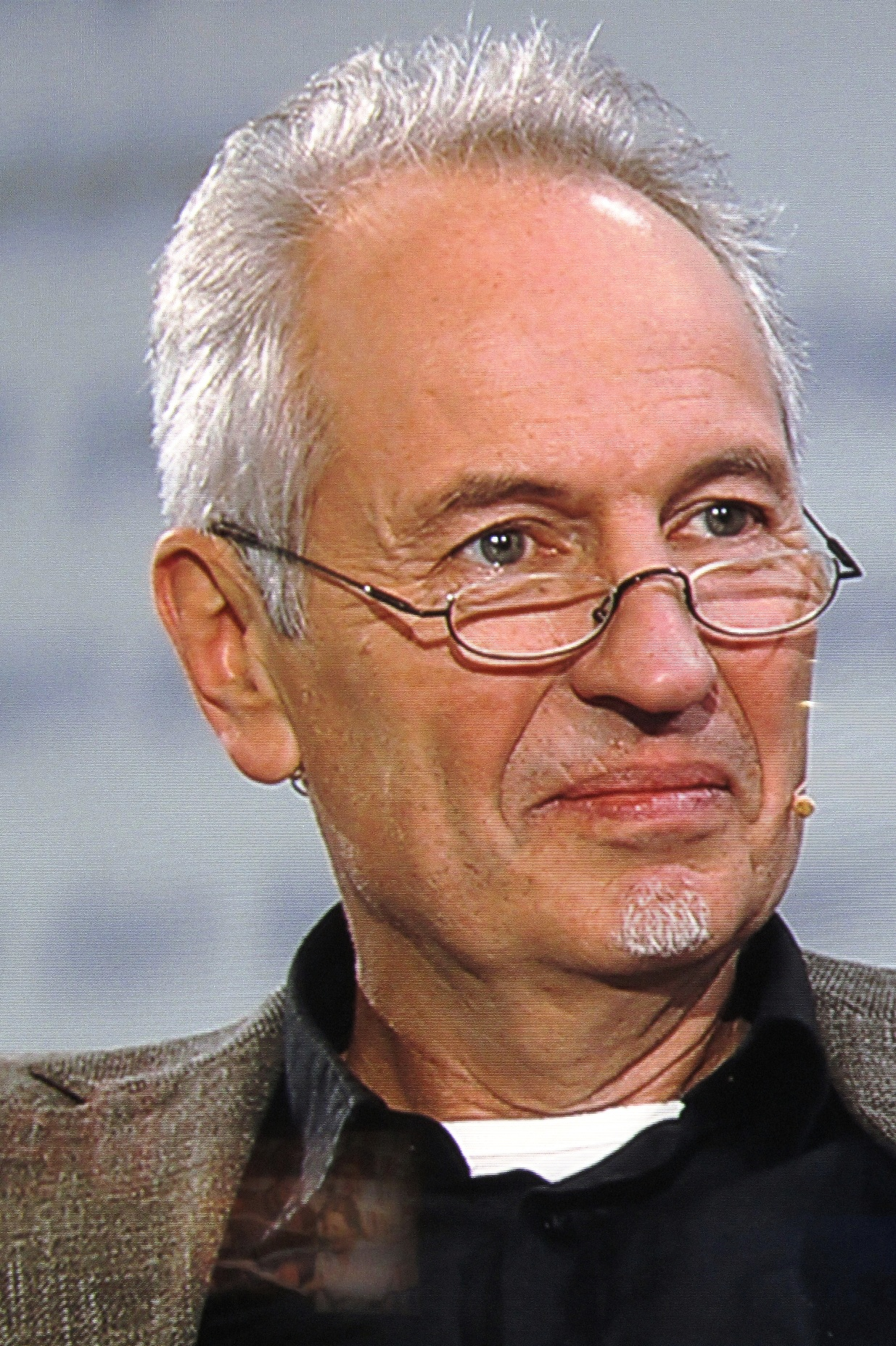
Eugen Ruge

  - In Zeiten des abnehmenden Lichts av Eugen Ruge

- Finalister:
  - Gegen die Welt av Jan Brandt
  - Wunsiedel av Michael Buselmeier
  - Das Mädchen av Angelika Klüssendorf
  - Blumenberg av Sibylle Lewitscharoff
  - Die Schmerzmacherin av Marlene Streeruwitz

- Övriga långlistade:
  - Letzte Fischer av Volker H. Altwasser
  - Léon und Louise av Alex Capus
  - Wenn wir Tiere wären av Wilhelm Genazino
  - Dein Name av Navid Kermani
  - Banatsko av Esther Kinsky
  - Gruber geht av Doris Knecht
  - Vorabend av Peter Kurzeck
  - Verfahren av Ludwig Laher
  - Sickster av Thomas Melle
  - Sunset av Klaus Modick
  - Adams Erbe av Astrid Rosenfeld
  - Der Hals der Giraffe av Judith Schalansky
  - Hasenleben av Jens Steiner
  - Sturz der Tage in die Nacht av Antje Rávic Strubel

- Jury 2011
  - Maike Albath, litteraturkritiker på Deutschlandfunk och Deutschlandradio Kultur, juryns talesman
  - Gregor Dotzauer, litteraturredaktör på Der Tagesspiegel
  - Ulrike Draesner, författarinna
  - Ina Hartwig, frilansande litteraturkritiker
  - Christine Westermann, journalist på Westdeutscher Rundfunk
  - Uwe Wittstock, litteraturkritiker på Focus
  - Clemens-Peter Haase, chef för litteratur- och översättningsfrämjandet vid Goethe-Institutet i München

### 2012

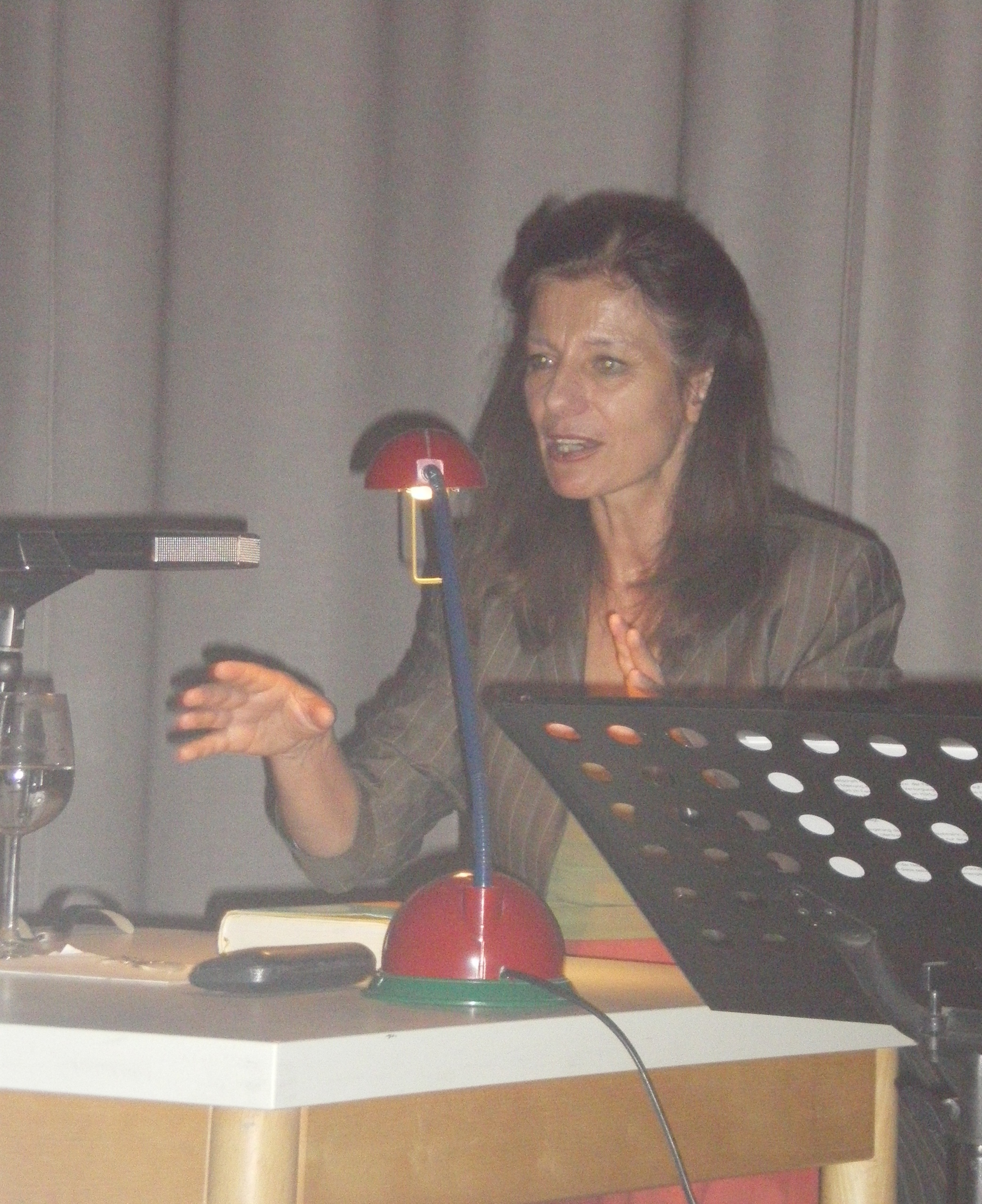
Ursula Krechel

Den långa listan tillkännagavs den 15 augusti 2012. Den korta 12 september och pristagaren 8 oktober.
- Pristagare:
  - Landgericht av Ursula Krechel
- Finalister:
  - Robinsons blaues Haus av Ernst Augustin
  - Sand av Wolfgang Herrndorf
  - Indigo av Clemens J. Setz
  - Fliehkräfte av Stephan Thome
  - Nichts Weißes av Ulf Erdmann Ziegler

- Övriga långlistade:
  - Gutgeschriebene Verluste av Bernd Cailloux
  - Aller Tage Abend av Jenny Erpenbeck
  - Ich nannte ihn Krawatte av Milena Michiko Flašar
  - Johann Holtrop av Rainald Goetz
  - Ryssar är såna som gillar björkar (Der Russe ist einer, der Birken liebt) av Olga Grjasnowa
  - Die Liebe in groben Zügen av Bodo Kirchhoff
  - Scherbengericht av Germán Kratochwil
  - Bugatti taucht auf av Dea Loher
  - Heimlich, heimlich mich vergiss av Angelika Meier
  - Weitlings Sommerfrische av Sten Nadolny
  - Wir in Kahlenbeck av Christoph Peters
  - Die Laute av Michael Roes
  - Sunrise av Patrick Roth
  - Onno Viets und der Irre vom Kiez av Frank Schulz

- Jury 2012:[5]
  - Silke Grundmann-Schleicher, bokhandlare i Berlin
  - Andreas Isenschmid, litteraturkritiker på NZZ am Sonntag
  - Oliver Jungen, frilansande kritiker för bl. a. Frankfurter Allgemeine Zeitung
  - Dirk Knipphals, litteraturredaktör på die tageszeitung
  - Stephan Lohr, chef för litteraturredaktionen på NDR Kultur
  - Jutta Person, frilansande kritiker för bl. a. Süddeutsche Zeitung, Literaturen, Die Zeit och Philosophie Magazin
  - Christiane Schmidt, frilansande lektör

### 2013

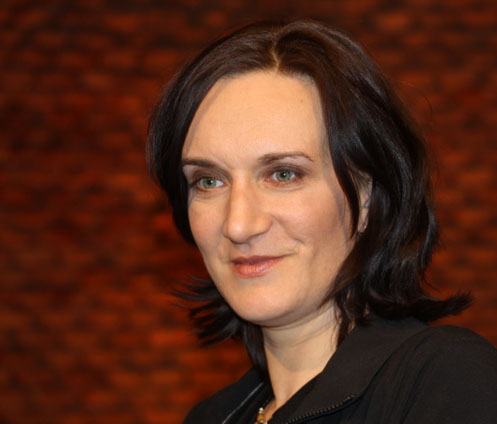
Terézia Mora

Den långa listan tillkännagavs 14 augusti 2013. Den korta 11 september och pristagaren 7 oktober.
- Pristagare:
  - Das Ungeheuer av Terézia Mora

- Finalister:
  - Nie mehr Nacht av Mirko Bonné
  - Nichts von euch auf Erden av Reinhard Jirgl
  - Im Stein av Clemens Meyer
  - Die Sonnenposition av Marion Poschmann
  - Die Ordnung der Sterne über Como av Monika Zeiner

- Övriga långlistade:
  - Soutines letzte Fahrt av Ralph Dutli
  - Das größere Wunder av Thomas Glavinic
  - Eine Ahnung vom Anfang av Norbert Gstrein
  - F av Daniel Kehlmann
  - Wünsche av Judith Kuckart
  - Der wahre Sohn av Olaf Kühl
  - Unter der Hand av Dagmar Leupold
  - Frühling der Barbaren av Jonas Lüscher
  - Wann wird es endlich wieder so, wie es nie war av Joachim Meyerhoff
  - Regeln des Tanzes av Thomas Stangl
  - Carambole av Jens Steiner
  - Vogelweide av Uwe Timm
  - Berlin liegt im Osten av Nellja Veremej
  - Reise an den Rand des Universums  av Urs Widmer

- Jury 2013:[9]
  - Helmut Böttiger, litteraturkritiker för Süddeutsche Zeitung
  - Katrin Lange, programansvarig för Literaturhaus München
  - Ursula März, kulturansvarig på Die Zeit
  - Jörg Plath, litteraturkritiker och journalist
  - Andreas Platthaus, journalist för Frankfurter Allgemeine Zeitung
  - Klaus Seufer-Wasserthal, bokhandlare i Salzburg
  - Claudia Voigt, kulturredaktör för Der Spiegel

### 2014

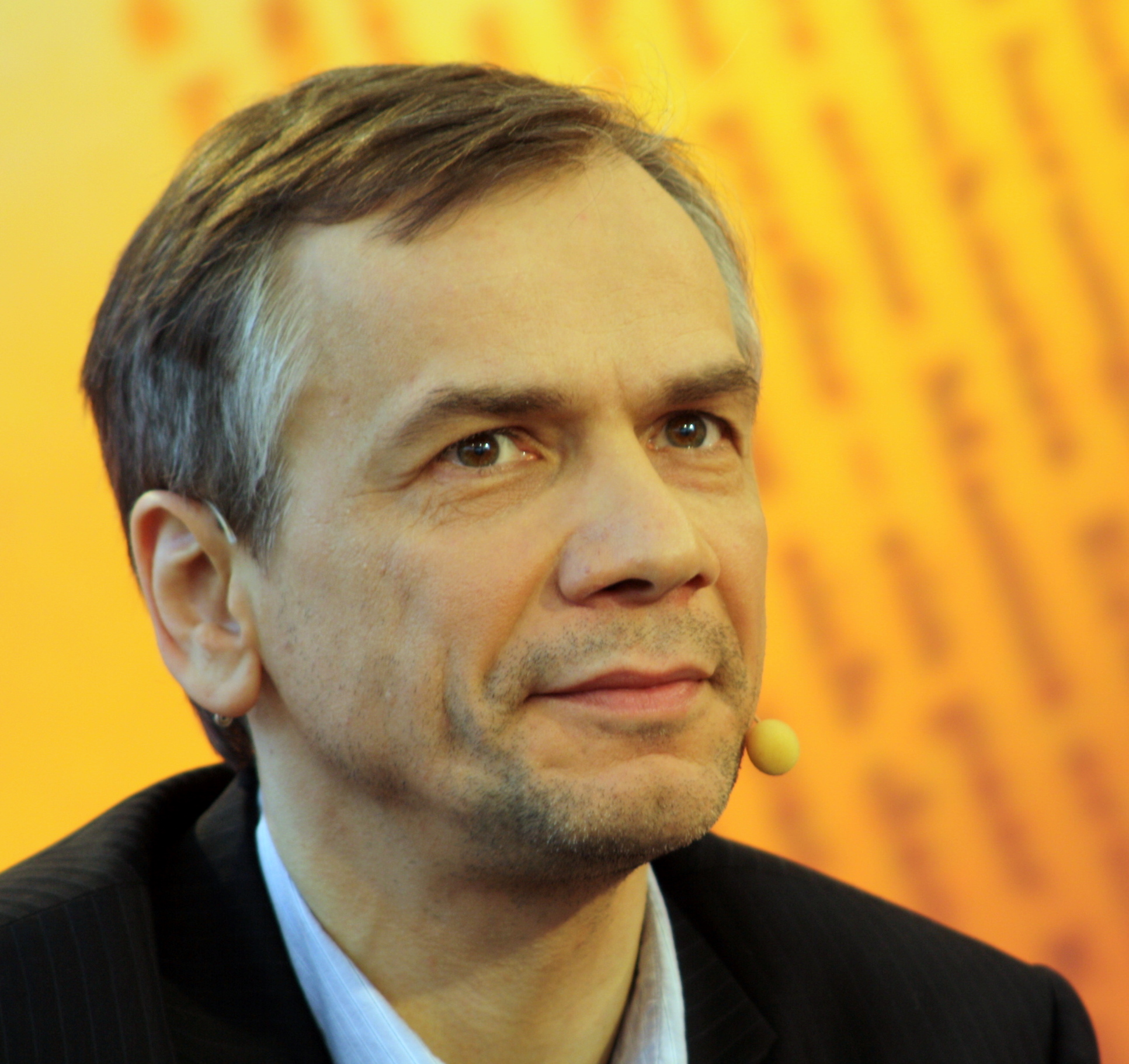
Lutz Seiler

Den långa listan tillkännagavs 13 augusti 2014. Den korta tillkännagavs 10 september och pristagaren 6 oktober.
- Pristagare:
  - Kruso av Lutz Seiler
- Finalister:
  - Pfaueninsel av Thomas Hettche
  - April av Angelika Klüssendorf
  - Panischer Frühling av Gertrud Leutenegger
  - 3000 Euro av Thomas Melle
  - Der Allesforscher av Heinrich Steinfest
- Övriga långlistade:
  - Koala av Lukas Bärfuss
  - Sieben Sprünge vom Rand der Welt av Ulrike Draesner
  - Das Polykrates-Syndrom av Antonio Fian
  - Die Meisen von Uusimaa singen nicht mehr av Franz Friedrich
  - Am Fluss av Esther Kinsky
  - Zwei Herren am Strand av Michael Köhlmeier
  - Kleine Kassa av Martin Lechner
  - Kastelau av Charles Lewinsky
  - Unternehmer av Matthias Nawrat
  - Das Sandkorn av Christoph Poschenrieder
  - Före festen (Vor dem Fest) av Saša Stanišić
  - Nachkommen av Marlene Streeruwitz
  - Isabel av Feridun Zaimoglu
  - Der aufblasbare Kaiser av Michael Ziegelwagner

- Jury 2014:[13]
  - Jens Bisky, Süddeutsche Zeitung
  - Katrin Hillgruber, oberoende kritiker
  - Frithjof Klepp, bokhandlare i Berlin
  - Susanne Link, bokhandlare i Trier
  - Manfred Papst, NZZ am Sonntag
  - Wiebke Porombka, oberoende kritiker
  - Annemarie Stoltenberg, NDR Kultur

### 2015
- Pristagare
  - Die Erfindung der Roten Armee Fraktion durch einen manisch-depressiven Teenager im Sommer 1969 av Frank Witzel

- Övriga finalister:
  - Gå, gick, gått (Gehen, ging, gegangen) av Jenny Erpenbeck
  - Über den Winter av Rolf Lappert
  - Wie Ihr wollt av Inger-Maria Mahlke
  - Das bessere Leben av Ulrich Peltzer
  - Det ena i det andra (Eins im Andern) av Monique Schwitter

- Övriga långlistade:
  - Baba Dunjas letzte Liebe av Alina Bronsky
  - Die Liebenden von Mantua av Ralph Dutli
  - Winters Garten av Valerie Fritsch
  - Eigentlich müssten wir tanzen av Heinz Helle
  - Aberland av Gertraud Klemm
  - Risiko av Steffen Kopetzky
  - 89/90 av Peter Richter
  - Die Stunde zwischen Frau und Gitarre av Clemens J. Setz
  - Bodentiefe Fenster av Anke Stelling
  - Macht und Widerstand av Ilija Trojanow
  - Lucia Binar und die russische Seele av Vladimir Vertlib
  - Applaus für Bronikowski av Kai Weyand
  - Der Fuchs und Dr. Shimamura av Christine Wunnicke
  - Siebentürmeviertel av Feridun Zaimoglu

### 2016
- Pristagare
  - Widerfahrnis av Bodo Kirchhoff

- Övriga finalister:
  - Fremde Seele, dunkler Wald av Reinhard Kaiser-Mühlecker
  - Skizze eines Sommers av André Kubiczek
  - Die Welt im Rücken av Thomas Melle
  - Ein langes Jahr av Eva Schmidt
  - Hool av Philipp Winkler

- Övriga långlistade:
  - Der Weg der Wünsche av Akos Doma
  - Apollokalypse av Gerhard Falkner
  - München av Ernst-Wilhelm Händler
  - Die Erziehung des Mannes av Michael Kumpfmüller
  - Drehtür av Katja Lange-Müller
  - Die Witwen av Dagmar Leupold
  - Das Pfingstwunder av Sibylle Lewitscharoff
  - Ach, diese Lücke, diese entsetzliche Lücke av Joachim Meyerhoff
  - Am Rand av Hans Platzgumer
  - Rauschzeit av Arnold Stadler
  - Weit über das Land av Peter Stamm
  - Mein Vater war ein Mann an Land und im Wasser ein Walfisch av Michelle Steinbeck
  - Die Verteidigung des Paradieses av Thomas von Steinaecker
  - Weshalb die Herren Seesterne tragen av Anna Weidenholzer

### 2017
- Pristagare
  - Die Hauptstadt av Robert Menasse

### 2018
- Pristagare
  - Archipel av Inger-Maria Mahlke

### 2019
- Pristagare
  - Herkunft av Saša Stanišić [14]

### 2020
- Pristagare
  - Annette, ein Heldinnenepos av Anne Weber

### 2021
- Pristagare
  - Blaue Frau av Antje Rávik Strubel

### 2022
- Pristagare
  - Blutbuch av Kim de l’Horizon

### 2023
- Pristagare
  - Echtzeitalter av Tonio Schachinger